# Varjão
Varjão är en kommun i Brasilien.   Den ligger i delstaten Goiás, i den sydöstra delen av landet, 230 km sydväst om huvudstaden Brasília. Antalet invånare är 3 661.
Omgivningarna runt Varjão är huvudsakligen savann. Runt Varjão är det mycket glesbefolkat, med 6 invånare per kvadratkilometer.